# Cantonlaan
De Cantonlaan is een smalle laan in Baarn in de Nederlandse provincie Utrecht. De laan verbindt de Bosstraat met de Faas Eliaslaan. Aan de vrij smalle laan staan meerdere grote en vrijstaande huizen van begin 20e eeuw.
De Cantonlaan is aangelegd op het landgoed Schoonoord. Het park Schoonoord werd rond 1880 verkaveld, en is genoemd naar Huize Canton van Reinhard Scheerenberg dat in 1910 gesloopt werd. Scheerenberg liet zijn villa in Chinese stijl optrekken omdat hij veel van zijn rijkdom te danken had aan de handel met China.